# 高森線
高森線（日语：／ Takamori sen */?）是一條連結日本熊本縣阿蘇郡南阿蘇村立野站至同郡高森町高森站，屬於南阿蘇鐵道的鐵路線。

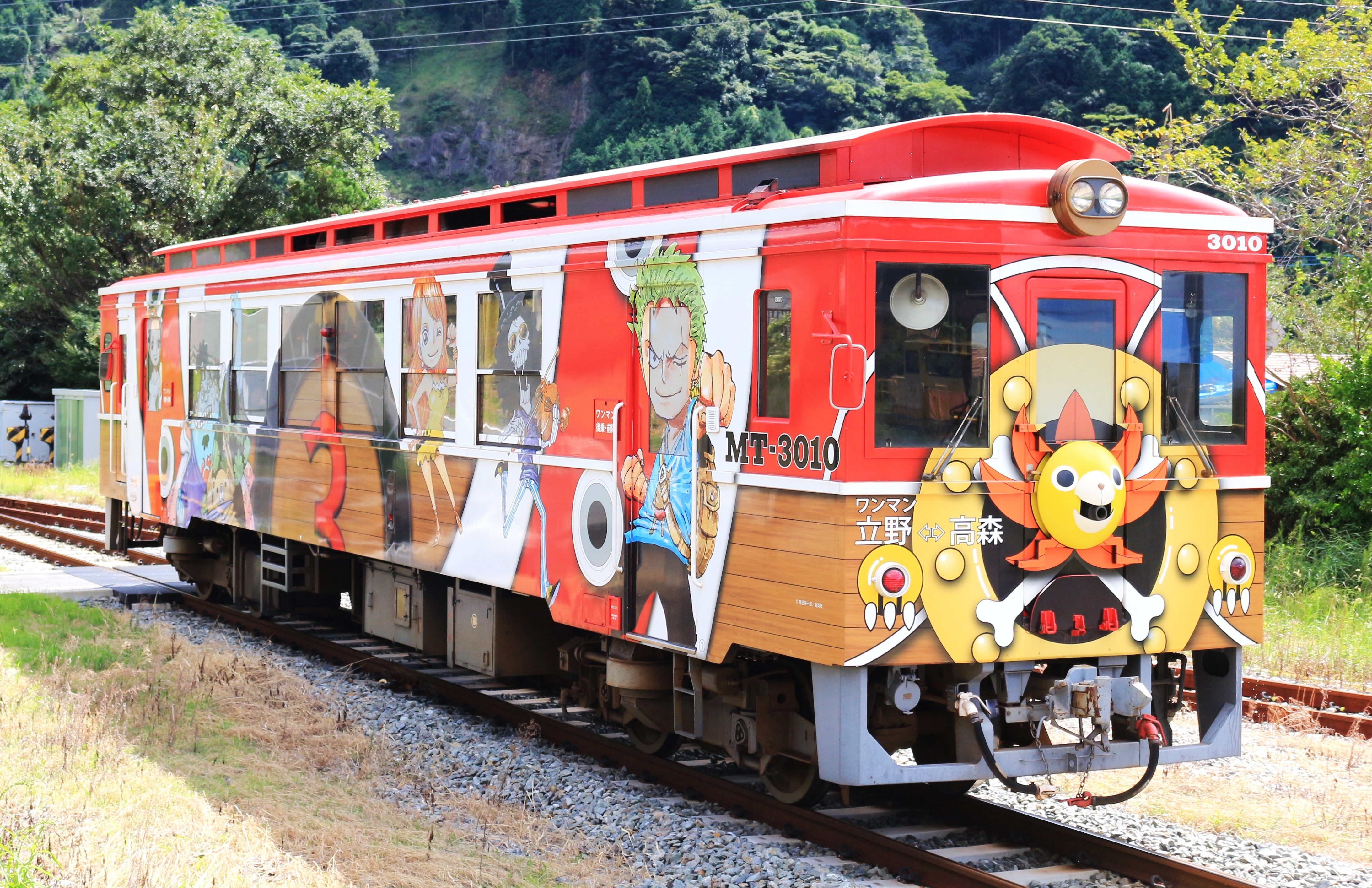
期間限定的南阿蘇鐵道MT-3000型觀光列車「航海王陽光號」(2024年9月)

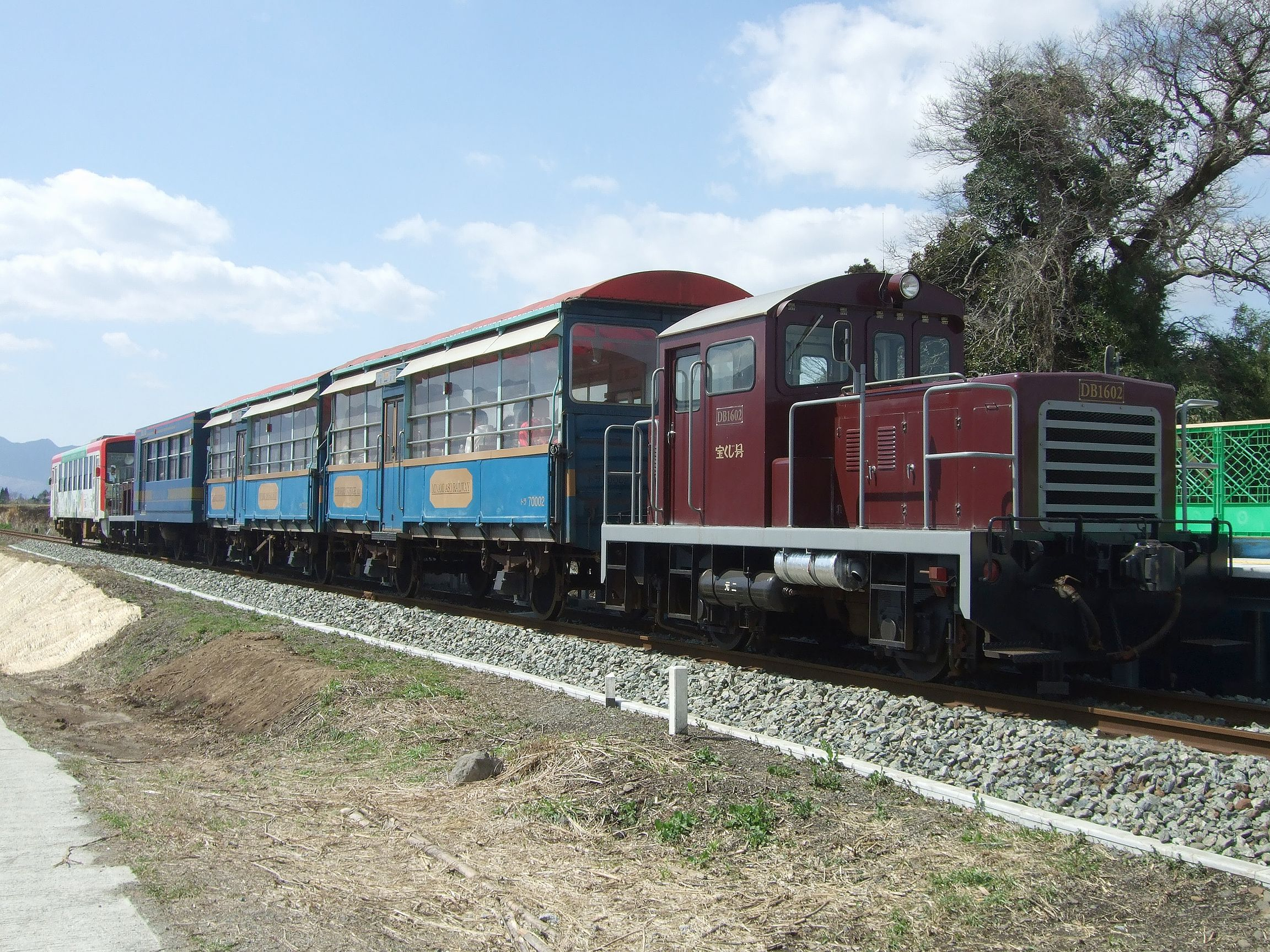
高森線上的小火車「夕菅號(2012年3月)」

## 概要
本线原本作为日本国有铁道高森线开通，后来因被指定为特定地方交通线而转换至第三部门。线路起自立野站起，沿白川向东穿过南乡谷，北面是阿苏五岳（中央火山丘），南面是外轮山，到达终点高森站。除了高森站以外的所有车站都位于南阿苏村。
起点立野站位于阿苏火山口外缘的断裂处，与九州旅客铁道（JR九州）丰肥本线相连。立野站以其为折返式车站而闻名，由丰肥本线前往阿苏谷方向（阿苏火山口的北半部）时需要折返运行使用，直通高森线时则不需要折返。
立野站与长阳站之间的立野桥是九州罕见的钢排架桥，是自山阴本线的旧余部桥梁于2010年7月停运后日本最长的铁路钢排架桥（136.8 m）。同段的第一白川桥梁（高64.5m）建成时是日本距离水面最高的铁路桥。直至今日，它也仍是继后来建造的高千穗桥梁和大井川铁道的关之泽桥梁之后第三高的桥梁。1953年6月26日熊本大洪水时，水曾涌入桥前后的隧道。在第一白川桥梁，司机有时会像以前在高千穗桥那样，为乘客观光而降低运行速度。
在2020年3月前，位于本线的“南阿蘇水の生まれる里白水高原駅”（南阿苏水乡白水高原站）曾是日本最长的车站名，还有一个名字较长的站名“阿蘇下田城ふれあい温泉駅”（阿苏下田城接触温泉站），但由于该站内的温泉设施于2016年的地震中损毁严重，无法继续营业，因此在2023年7月恢复运行时，该站改名为“阿苏下田城站”。
这条原计划与高千穗线相连，形成穿越九州中部的线路，如今已成为一条贯穿南阿苏山野的地方线路。在高森站附近，施工期间因异常洪水而不得不废弃的高森隧道被保留为高森涌水隧道公园。

## 路線資料
- 管轄（事業類別）：南阿蘇鐵道（第一種鐵道事業者）
- 路線距離（營業距離）：17.7公里
- 軌距：1067毫米
- 站數：10個（包括起終點站）
- 複線路段：無（全線單線）
- 電氣化路段：無（全線非電氣化）
- 閉塞方式：特殊自動閉塞式（電子符號照查式）
- 最高速度：65km/h
- 可交會車站：1（中松）

## 2016年熊本地震造成的损失
高森线因2016年4月发生的熊本地震而受损，全线停运。2016年7月31日，中松站～高森站区间恢复运营，而立野站～中松站直到2023年7月时才恢复通车。
根据国土交通省调查，因熊本地震中断的路段，重点需要修复第一白川桥梁、犀角山隧道、户下隧道、立野桥梁和立野站～长阳站之间路基垮塌坍塌地段，以及全线的轨道修复，预计耗时5年，预算65～70亿日元。
2019年11月，南阿苏铁道在不通区间2022年修复工作计划中，宣布全线将于2023年夏季恢复运营。由县和沿线地方自治体组成的南阿苏铁道振兴委员会正在推动南阿苏铁道与JR丰肥本线立野站至肥后大津站之间直通运行的计划。据测算，预计运营所需的成本约为4.2亿日元，包括车辆、信号系统的更新以及JR侧系统的更新。为了减轻高森町和南阿苏村的负担，县政府已拨出1.33亿日元作为2022年步预算提案的财政支持。根据县调查结果，由于取消在立野站换乘，旅行时间预计缩短约7分钟，与熊本地震前相比，年乘客量预计可以增加68,000人次（2015年约为257,000人次）。 JR九州也表示有意配合这个计划，并于2021年10月开始设计立野站内的改建工程。列车直通服务的开始时间预计与高森线的全面恢复同时进行，但将通过双方的讨论做出正式决定。如果到熊本机场的机场连接铁路计划采用肥后大津路线，那么从机场换乘一次就可以至沿着高森线沿线。
2023年2月3日，宣布立野站～中松站区间将于2023年7月15日恢复运营，这是全线时隔7年3个月后首次恢复运营。同时，预计早上两班往返班次将直通至JR丰肥本线肥后大津站。此外，先前还曾计划在高森线恢复运行的同时，在高森涌水隧道公园附近设置新站，但最后未能实现。

## 运行形态
在高森线全线于2023年7月恢复通车后，采用以下运行形态。

### 普通列车
每日共运行11对普通列车，除午间的2对同丰肥本线直通运行至肥后大津站以外，其余列车均在立野站 - 高森站折返运行。在周四、周五、周六的午间还会运行1对临时列车。所有列车均采用一人控制。
使用车辆为MT-2000型、MT-3000型和MT-4000型。其中，同丰肥本线的直通列车使用MT-4000型。

### 观光列车“夕菅号”
作为面向旅客的观光列车，“夕菅号”在每年3月至11月期间的周六、周四及节庆期间（在暑期等客流较多的时期则每日都运行）每日运行2对，运行由2台DB16型柴油机车牵引2节Tora 700型和1节Tora 200型的编组。
由于该列车为全席指定席，因此在乘坐时需要额外支付费用，亦不可使用JR九州发售的。

### 2016年熊本地震后的运行状況
列车在中松站至高森站间，仅在白天运行。
2016年7月31日恢复运营至2016年8月31日，每日运行普通列车1对，观光列车3对。
2016年9月1日起：平日运行普通列车3对；周末、节假日运行4对列车，第1对为普通列车，随后的3对为观光列车“夕菅号”。
2016年12月1日起，运行普通列车每日3对。
2017年4月16日起，平日运行普通列车3对；周末、节假日普通列车2对，观光列车2对。
2017年4月15日起，117名漫画家参与重建支援，开始运行绘制了《哆啦A梦》和《名侦探柯南》等角色的“努力吧，熊本！集体创作漫画小火车”。

## 歴史
高森线原本作为宫地线支线开通，亦是改正铁道敷设法中“熊本县高森经宫崎县三田井至延冈铁道”的一部分。该计划中，宫崎县一侧的线路作为国铁高千穗线开通（后转换至高千穗铁道），而连接两线的高森 - 高千穗区间在建设隧道的过程中，由于发生了异常出水事故而被中断，工程预算也于1980年被冻结。已经完成的隧道和高架桥也在1998年前被撤除。
- 1928年（昭和3年）
  - 2月12日 - 立野站～高森站间的宫地线开业，新设長陽站、阿蘇下田站、中松、阿蘇白川、高森站。
  - 12月2日 - 伴随丰肥本線全线贯通，立野站～高森站分离为高森线。
- 1981年（昭和56年）9月1日 - 作为第1次特定地方交通线，批准废止。
- 1984年（昭和59年）
  - 2月1日 - 全线货运营业废止。
  - 11月17日 - 决定转换至第三部门。
- 1986年（昭和61年）
  - 4月1日 - 全线废止，转换至南阿蘇鉄道[19][20]。
  - 11月1日 - 新设加势站、見晴台站。
- 1992年（平成4年）4月1日 - 新设南阿苏水乡白水高原站（日本第一長站名）。
- 1993年（平成5年）8月1日 - 阿蘇下田站改名为阿苏下田城接触温泉站。
- 2012年（平成24年）3月17日 - 阿蘇白川站～見晴台站間，距离白川水源最近的南阿蘇白川水源站開業。
- 2016年（平成28年）
  - 4月14日 - 因熊本地震，全线停运[21]。
  - 4月16日 - 熊本地震的主震导致立野站～长阳站间的隧道内壁出现裂缝，桥梁变形等损伤得到确认。
  - 7月31日 - 中松站～高森站区间恢复运行[22]。
- 2018年（平成30年）3月3日 - 熊本地震灾后恢复工作（西阁山施工区立野站～长阳站间）开始， 计划通过拆除该区间的西阁山隧道来恢复线路[23]。
- 2023年（令和5年）
  - 4月1日：铁道设施移交至一般社团法人南阿苏铁道管理机构（第三种铁道事业者），南阿苏铁道改为仅进行旅客运输（第二种铁道事业者）[24][25][26][注释 2]。
  - 7月15日 - 全线恢复运行。一部分列車开始直通运行至豐肥本线肥後大津站。阿苏下田城接触温泉站改名为阿苏下田城站。

## 車站列表
- 所有車站都位於熊本縣阿蘇郡內。

| 中文站名                                     | 日文站名 | 英文站名 | 站間營業距離 | 累計營業距離 | 接續路線               | 所在地   |
| -------------------------------------------- | -------- | -------- | ------------ | ------------ | ---------------------- | -------- |
| 立野                                         |          |          | -            | 0.0          | 九州旅客鐵道：豐肥本線 | 南阿蘇村 |
| 長陽                                         |          |          | 4.7          | 4.7          |                        | 南阿蘇村 |
| *加勢                                        |          |          | 1.0          | 5.7          |                        | 南阿蘇村 |
| 阿蘇下田城 （阿蘇下田 → 阿蘇下田城接触温泉） |          |          | 1.5          | 7.2          |                        | 南阿蘇村 |
| *南阿蘇水之誕生里白水高原                      |          |          | 1.9          | 9.1          |                        | 南阿蘇村 |
| 中松                                         |          |          | 1.4          | 10.5         |                        | 南阿蘇村 |
| 阿蘇白川                                     |          |          | 3.0          | 13.5         |                        | 南阿蘇村 |
| *南阿蘇白川水源                              |          |          | 0.8          | 14.3         |                        | 南阿蘇村 |
| *見晴台                                      |          |          | 1.8          | 16.1         |                        | 南阿蘇村 |
| 高森                                         |          |          | 1.6          | 17.7         |                        | 高森町   |

（）內是轉換前的舊站名。*是轉換時（後）設置的新站

## 外部連結
- 南阿蘇鉄道 （页面存档备份，存于）